# Jeffrey John Wolf
Jeffrey John Wolf (Cincinnati, 21 december 1998) is een tennisspeler uit de Verenigde Staten van Amerika. Hij heeft nog geen ATP-toernooi gewonnen. Wel deed hij al mee aan een grandslamtoernooi. Hij heeft vier challengers op zijn naam staan in het enkelspel.

## Palmares

### Enkelspel
| Nr.                  | Datum            | Toernooi     | Ondergrond    | Tegenstander in finale | Score               |         |
| -------------------- | ---------------- | ------------ | ------------- | ---------------------- | ------------------- | ------- |
| verloren finales     |                  |              |               |                        |                     |         |
| 1.                   | 16 oktober 2022  | ATP Florence | Hardcourt (i) | Félix Auger-Aliassime  | 4-6, 4-6            | details |
| gewonnen challengers |                  |              |               |                        |                     |         |
| 1.                   | 13 januari 2019  | Columbus     | Hardcourt (i) | Mikael Torpegaard      | 6-7(4), 6-3, 6-4    |         |
| 2.                   | 17 november 2019 | Champaign    | Hardcourt (i) | Sebastian Korda        | 6-4, 6-7(3), 7-6(6) |         |
| 3.                   | 12 januari 2020  | Noumea       | Hardcourt     | Yuichi Sugita          | 6-2, 6-2            |         |
| 4.                   | 1 maart 2020     | Columbus     | Hardcourt (i) | Denis Istomin          | 6-4, 6-2            |         |

## Resultaten grote toernooien
| Legenda | Legenda                          |
| ------- | -------------------------------- |
| g.t.    | geen toernooi gehouden           |
| l.c.    | lagere categorie                 |
| –       | niet deelgenomen                 |
| G       | uitgeschakeld in de groepsfase   |
| 1R      | uitgeschakeld in de eerste ronde |
| 2R      | uitgeschakeld in de tweede ronde |
| 3R      | uitgeschakeld in de derde ronde  |
| 4R      | uitgeschakeld in de vierde ronde |
| KF      | uitgeschakeld in de kwartfinale  |
| HF      | uitgeschakeld in de halve finale |
| F       | de finale verloren               |
| W       | het toernooi gewonnen            |
| w-v     | winst/verlies-balans             |

### Enkelspel
| Grandslamtoernooien |      |      |      |
| Australian Open     | –    | –    | –    |
| Roland Garros       | –    | –    | –    |
| Wimbledon           | –    | –    | –    |
| US Open             | 3R   | –    | 3R   |
| ATP Masters 1000    |      |      |      |
| Indian Wells        | g.t. | 1R   | 2R   |
| Miami               | g.t. | –    | 2R   |
| Monte Carlo         | g.t. | –    | –    |
| Madrid              | g.t. | –    | –    |
| Rome                | –    | –    | –    |
| Montreal/Toronto    | g.t. | –    | –    |
| Cincinnati          | 1R   | –    | 1R   |
| Shanghai            | g.t. | g.t. | g.t. |
| Parijs              | –    | –    | –    |
| Olympische Spelen   |      |      |      |
| Olympische Spelen   | g.t. | –    | g.t. |
| Statistieken        |      |      |      |
| titels per jaar     | 0    | 0    | 0    |
| eindejaarsranking   | 127  | 174  |      |